# Fabián Puerta
Fabián Hernando Puerta Zapata (* 21. Juli 1991 in Caldas, Antioquia) ist ein ehemaliger kolumbianischer Bahnradsportler.

## Sportliche Karriere
2010 gewann Fabián Puerta in Aguascalientes die panamerikanische Meisterschaft im Teamsprint, gemeinsam mit Christian Tamayo und Leonardo Narváez. Im Jahr darauf sowie 2012 wurde er panamerikanischer Meister im Keirin, im Sprint belegte er 2011 Platz zwei und 2012 Platz drei. 2010 und 2014 gewann er das 1000-Meter-Zeitfahren bei den Zentralamerika- und Karibikspielen, 2014 den Sprint.
Puerta startete 2012 bei den Olympischen Spielen in London im Keirin, schied jedoch in der ersten Runde aus. Beim ersten Lauf des Bahnrad-Weltcups 2012/13 in Cali im Oktober 2012 errang er drei Medaillen: jeweils Gold in Keirin und 1000-Meter-Zeitfahren sowie Silber im Sprint. Damit war er der erfolgreichste Sportler dieser Veranstaltung.
2013 errang Fabián Puerta bei den Panamerikanischen Meisterschaften in Aguascalientes jeweils Goldmedaille im Keirin sowie im 1000-Meter-Zeitfahren. Im Zeitfahren stellte er einen neuen panamerikanischen Rekord über 1:00,349 Minuten auf. 2014 wurde er Vize-Weltmeister im Keirin.
Während der UCI-Bahn-Weltmeisterschaften 2015 kollidierte Puerta, der zuvor im Zeitfahren Fünfter und im Keirin Siebter geworden war, beim Warmfahren mit der litauischen Ex-Keirin-Weltmeisterin Simona Krupeckaitė. Puerta erlitt ein Schädel-Hirn-Trauma, Schürfwunden sowie Gesichtsverletzungen. Am Tag darauf wurde er wieder aus dem Krankenhaus entlassen, verpasste aber die Teilnahme am Sprintturnier.
2016 wurde Fabián Puerta für die Teilnahme an den Olympischen Spielen in Rio de Janeiro nominiert, wo er im Sprint Platz zehn belegte. Im Keirin wurde er Fünfter. Im selben Jahr wurde er dreifacher Panamerikameister, im Keirin, im Sprint sowie im Teamsprint (mit Rubén Murillo und Santiago Ramírez Morales). Bei den UCI-Bahn-Weltmeisterschaften 2017 in Hongkong errang er Silber im Keirin. Im Jahr darauf wurde er in Apeldoorn Weltmeister in dieser Disziplin. Im selben Jahr gewann er bei den Südamerikaspielen im Mai/Juni zweimal Gold und bei Zentralamerika- und Karibikspielen im August einmal Gold und holte auch weitere Medaillen.
Nach Ablauf seiner Dopingsperre (bis August 2022) gewann Puerta im Oktober den Keirin-Wettbewerb der Südamerikaspiele 2022.

## Doping
Im Juni 2018 wurde Fabián Puerta während der kolumbianischen Bahnmeisterschaften positiv auf das anabole Steroid Boldenon getestet und am 13. August vom Weltradsportverband UCI vorläufig suspendiert. Nachdem er bis zum August 2019 nach seinen Angaben keine Informationen zum Fortgang der Ermittlungen erhalten hatte, dachte er daran, den Radsport endgültig aufzugeben. Im Dezember 2020 gab die UCI bekannt, dass Puerta für vier Jahre bis August 2022 gesperrt worden sei. Seinen WM-Titel im Keirin hatte er vor dem positiven Test errungen.

## Privates
Puerta ist mit der Radsportlerin Juliana Gaviria verheiratet. 2017 wurde das Paar Eltern eines gemeinsamen Sohnes.

## Erfolge
2010
- Zentralamerika- und Karibikspielesieger – 1000-Meter-Zeitfahren
- Zentralamerika- und Karibikspiele – Teamsprint (mit Christián Tamayo und Leonardo Narvaes)
- Panamerikameister – Teamsprint (mit Christián Tamayo und Leonardo Marvael)

2011
- Panamerikaspielesieger – Keirin
- Panamerikaspiele – Sprint
- Panamerikaspiele – Teamsprint (mit Jonathan Marin und Christián Tamayo)

2012
- Bahnrad-Weltcup in Cali – Keirin, 1000-Meter-Zeitfahren
- Panamerikameister – Keirin
- Panamerikameisterschaft – Sprint

2013
- Panamerikameister – Keirin, 1000-Meter-Zeitfahren

2014
- Weltmeisterschaft – Keirin
- Panamerikameister – Keirin
- Panamerikameisterschaft – Sprint, Teamsprint (mit Rubén Murillo und Santiago Ramírez Morales)
- Südamerikaspielesieger – Sprint, Keirin
- Südamerikaspiele – Teamsprint (mit Rubén Murillo und Santiago Ramírez Morales)
- Zentralamerika- und Karibikspielesieger – Sprint, Keirin, 1000-Meter-Zeitfahren
- Zentralamerika- und Karibikspiele – Teamsprint (mit Rubén Murillo und Anderson Parra)

2015
- Panamerikameister – Sprint, Keirin
- Panamerikaspielesieger – Keirin

2016
- Panamerikameister – Sprint, Keirin, Teamsprint (mit Rubén Darío Murillo und Santiago Ramírez Morales)

2017
- Weltmeisterschaft – Keirin
- Bahnrad-Weltcup in Cali – Keirin
- Bahnrad-Weltcup in Los Angeles – Keirin
- Panamerikameister – Keirin, 1000-Meter-Zeitfahren, Teamsprint (mit Rubén Darío Murillo und Santiago Ramírez Morales)
- Panamerikameisterschaft – Sprint

2018
- Weltmeister – Keirin
- Südamerikaspielesieger – Sprint, Teamsprint (mit Rubén Darío Murillo und Kevin Quintero)
- Südamerikaspiele – Keirin
- Zentralamerika- und Karibikspielesieger – Keirin
- Zentralamerika- und Karibikspiele – Teamsprint (mit Rubén Darío Murillo, Anderson Parra und Kevin Quintero)

2022
- Südamerikaspielesieger – Keirin